# برانوبل
شرکت تولید نفت Nobel Brothers, Limited یا Branobel (مخفف братьев Нобель "brat'yev Nobel" - «برادران نوبل» در روسی)، یک شرکت نفتی بود که توسط لودویگ نوبل و بارون پیتر فون بیلدرلینگ تأسیس شد. این شرکت عمدتاً در باکو آذربایجان و همچنین در چلکن ترکمنستان فعالیت می‌کرد. در ابتدا توسط رابرت نوبل (که ۲۵۰۰۰ روبل کمک کرد) و با سرمایه‌گذاری بارون‌های پیتر فون بیلدرلینگ (۳۰۰۰۰۰ روبل) و Standertskjöld (150000 روبل) به عنوان یک کارخانه تقطیر در سال ۱۸۷۶ تأسیس شد، در اواخر قرن نوزدهم به یکی از بزرگ‌ترین کارخانه‌های نفت جهان تبدیل شد.

## تاریخ

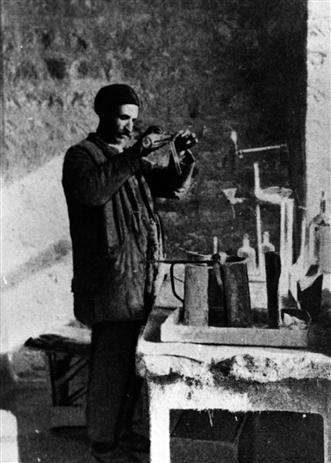
رابرت نوبل قبلاً تجربه نفت سفید را از انبار روغن لامپ در فنلاند داشت. در باکو او یک بار دیگر با نفت کارکرد.

شرکت نفت برادران نوبل، یک شرکت تولیدکننده نفت بود که ریشه در یک کارخانه تقطیر داشت که توسط رابرت و لودویگ نوبل در سال ۱۸۷۶ در باکو تأسیس شد و در سال ۱۸۷۹ به یک شرکت سهامی تبدیل شد که مقر آن در سن پترزبورگ بود. سرمایه سه میلیون روبلی به شرح زیر تقسیم شد: ۵۳٫۷٪ لودویگ نوبل، ۳۱٫۰٪ بارون پیتر فون بیلدرلینگ، 4.7% I.J. Zabelskiv، ۳٫۸٪ آلفرد نوبل، ۳٫۳٪ رابرت نوبل، ۱٫۷٪ یا بارون الکساندر فون بیلدرلینگ. حمل و نقل خط لوله در نزدیکی باکو توسط ولادیمیر شوخوف و شرکت برانوبل در سالهای ۱۸۷۸–۱۸۸۰ پیشگام شد. در ۱۰ آوریل ۱۹۰۲، شرکت قراردادی را برای خرید میادین نفتی در رومانی امضا کرد که متعلق به تولیدکننده نفت ایزابی هاجینسکی بود. در ۱۷ اکتبر ۱۹۰۵، مطابق با کمیته وزیران، شرکت میادین نفتی متعلق به تولیدکننده نفت A. Adamov را خریداری کرد. سرمایه ثابت شرکت در سالهای ۱۹۱۴–۱۹۱۷ ۳۰ میلیون روبل بود. تا سال ۱۹۱۶، این شرکت با تولید ۷۶ میلیون پود نفت، بزرگ‌ترین شرکت نفتی روسیه بود. [نیازمند منبع]
بین سال‌های ۱۸۷۷ و ۱۹۰۱، این شرکت بیش از ۵۰۰ حلقه چاه حفاری کرد، ۱۵۰ میلیون بشکه نفت تولید کرد و ۱۲۰۰۰ کارگر را استخدام کرد.

### چالش‌ها
سهم شرکت نفت عمومی روسیه، صادر شده در ۲۸ آوریل ۱۹۱۸
در سال ۱۹۱۲، شرکت نفت جنرال روسیه در لندن به عنوان یک شرکت هلدینگ انگلیسی تأسیس شد و حدود ۲۰ بانک مهم روسی و خارجی را متحد کرد. اینها عبارت بودند از:
A.I. Mantashev & Co.
G.M. پسران لیانوزوف
شرکت بازرگانی مسکو - قفقاز
مشارکت کاسپین
انجمن نفت روسیه
انجمن نفت آبشرون
تا سال ۱۹۱۴، سرمایه ثابت نفت بیش از ۱۲۰ میلیون روبل بود. شرکت نفت جنرال روسیه با خرید تعداد قابل توجهی از سهام در بورس برلین، تلاش کرد کنترل برانوبل را در دست بگیرد. این اقدام با شکست مواجه شد و تا سال ۱۹۱۶ امانوئل نوبل نه تنها سهم قابل توجهی را در شرکت عمومی نفت روسیه خریداری کرد، بلکه کنترل بر سایر مشاغل نفتی در منطقه مانند شرکت ولگا-باکو، A.I. Mantashev & Co.، شرکت نفت انگلیس و روسیه ماکسیموف در لندن و G.M. پسران لیانوزوف که شخصاً صاحب یک سوم آن بود.
حدود ۱۲ درصد از پول باقی مانده برای تأسیس جوایز نوبل توسط آلفرد نوبل از سهام او در شرکت تأمین شد. او بزرگ‌ترین سرمایه‌گذار انفرادی آن بود.

## انقلاب روسیه و برانوبل
در ۲۸ آوریل ۱۹۲۰، بلشویک‌ها پس از حمله ارتش سرخ به آذربایجان و ملی شدن تجارت نفت برانوبل در آذربایجان، قدرت را در باکو به دست گرفتند. در ماه مه ۱۹۲۰، خانواده نوبل تقریباً نیمی از سهام برانوبل را در اختیار خود به استاندارد اویل نیوجرسی فروخت. در آن زمان مشخص نبود که آیا رژیم بلشویکی دوام خواهد آورد یا خیر و مذاکرات به رهبری گوستاف نوبل، از یک سو، و والتر سی تیگل، از سوی دیگر، ثابت شد که شاهکار سودآوری برای خانواده نوبل است.
برانوبل به‌طور رسمی در سال ۱۹۵۹ منحل شد و آخرین رئیس آن نیلز نوبل اولینیکوف، پسر مارتا نوبل اولینیکوف و نوه لودویگ نوبل بود.

## نگارخانه

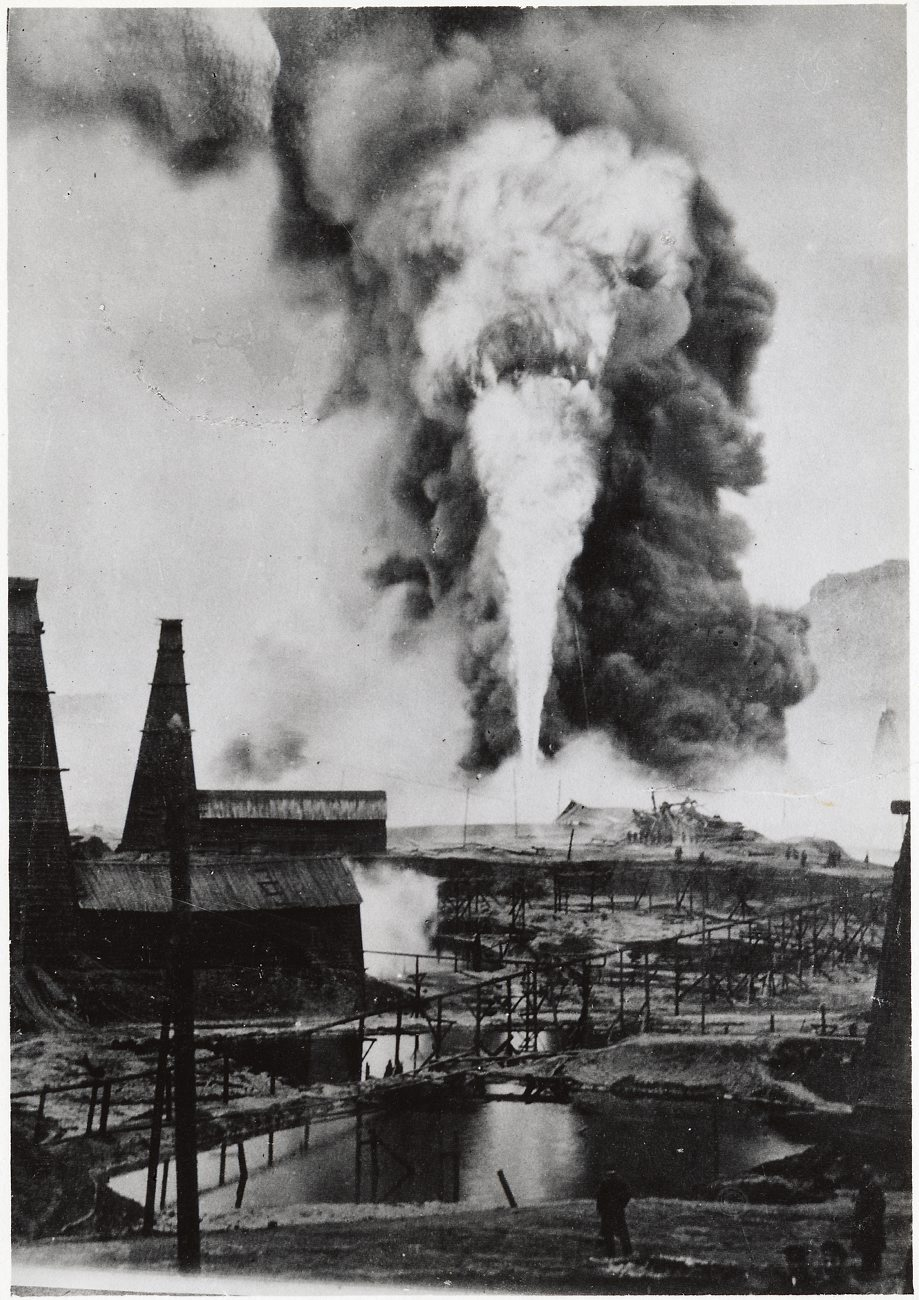
چاه‌های برانوبل در باکو
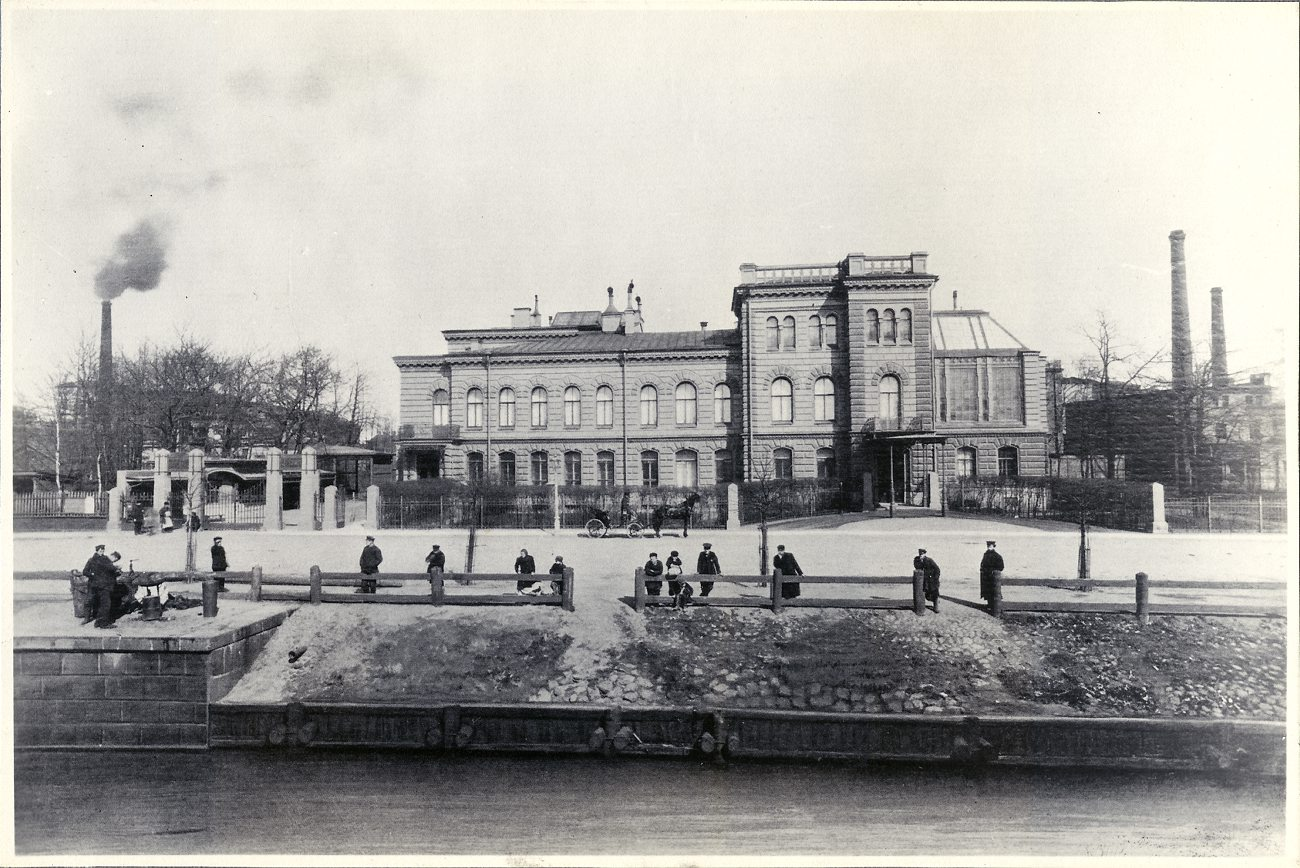
کارخانه برانوبل در پیترزبورگ
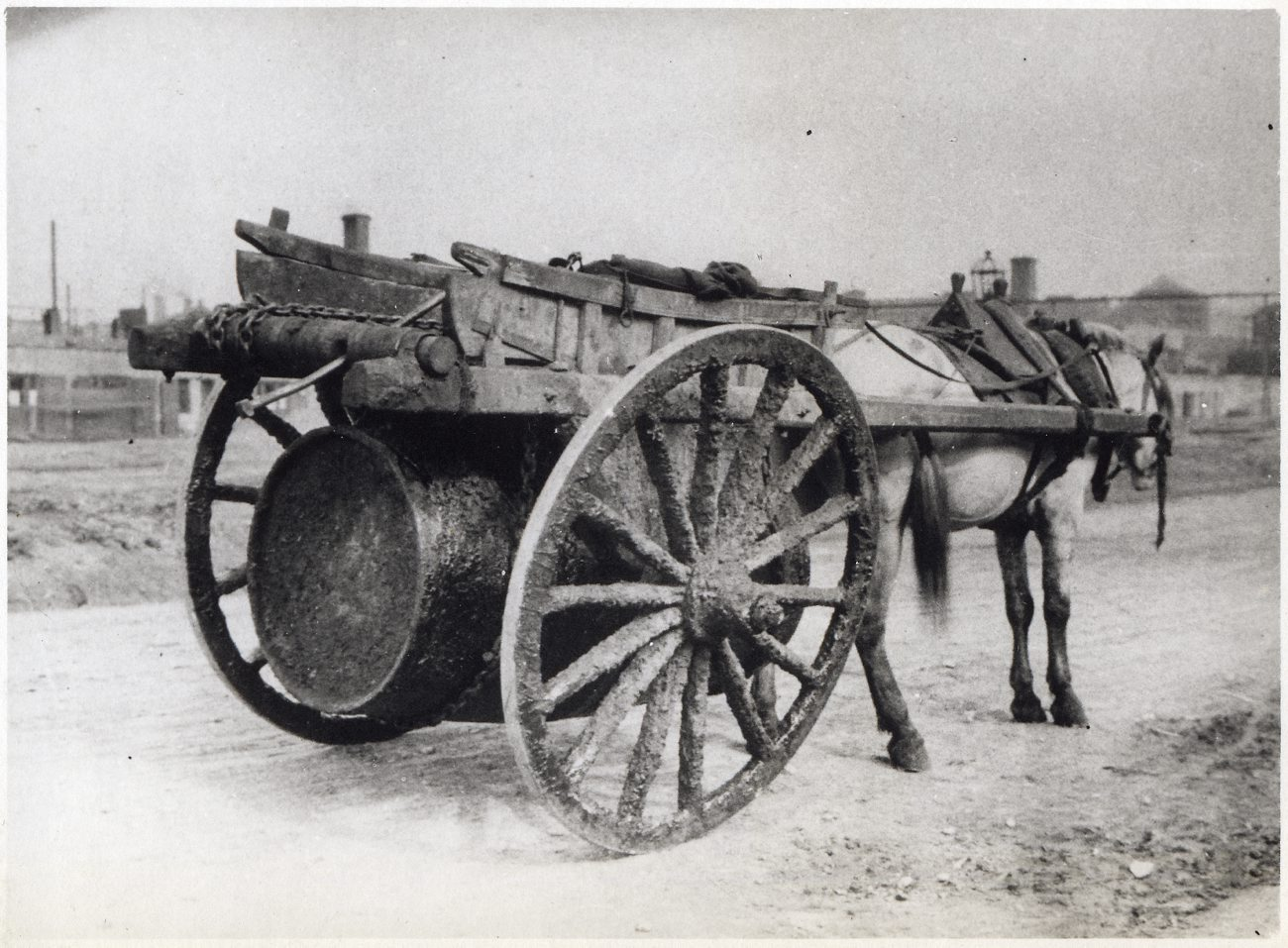
حمل نفت در باکو
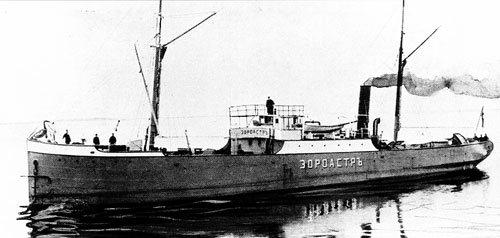
نفتکش دو هزارتنی زرتشت اولین نفتکش جهان که توسط برانوبل در دریای خزر به آب انداخته شد
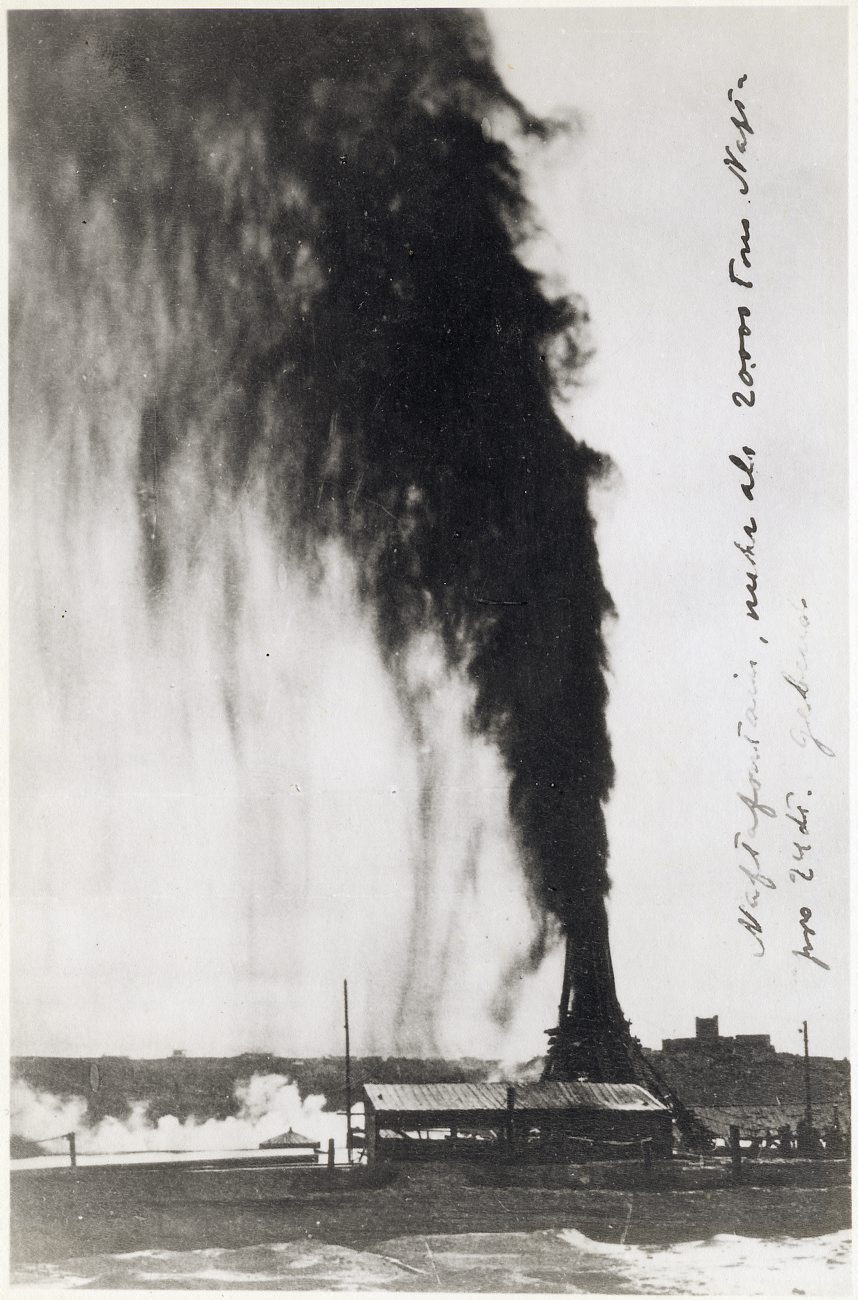
چاه نفت -باکو
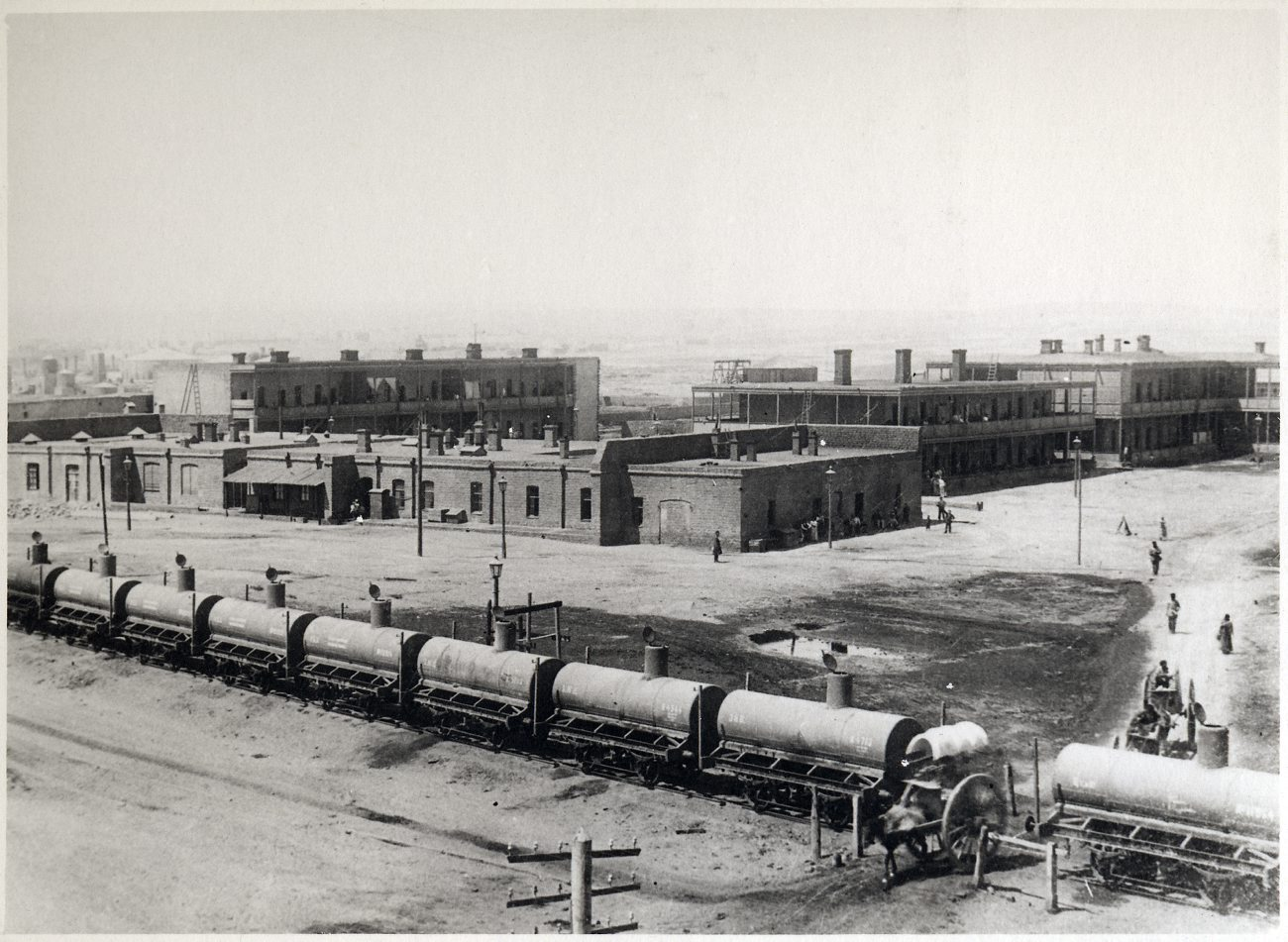
تجهیزات در باکو
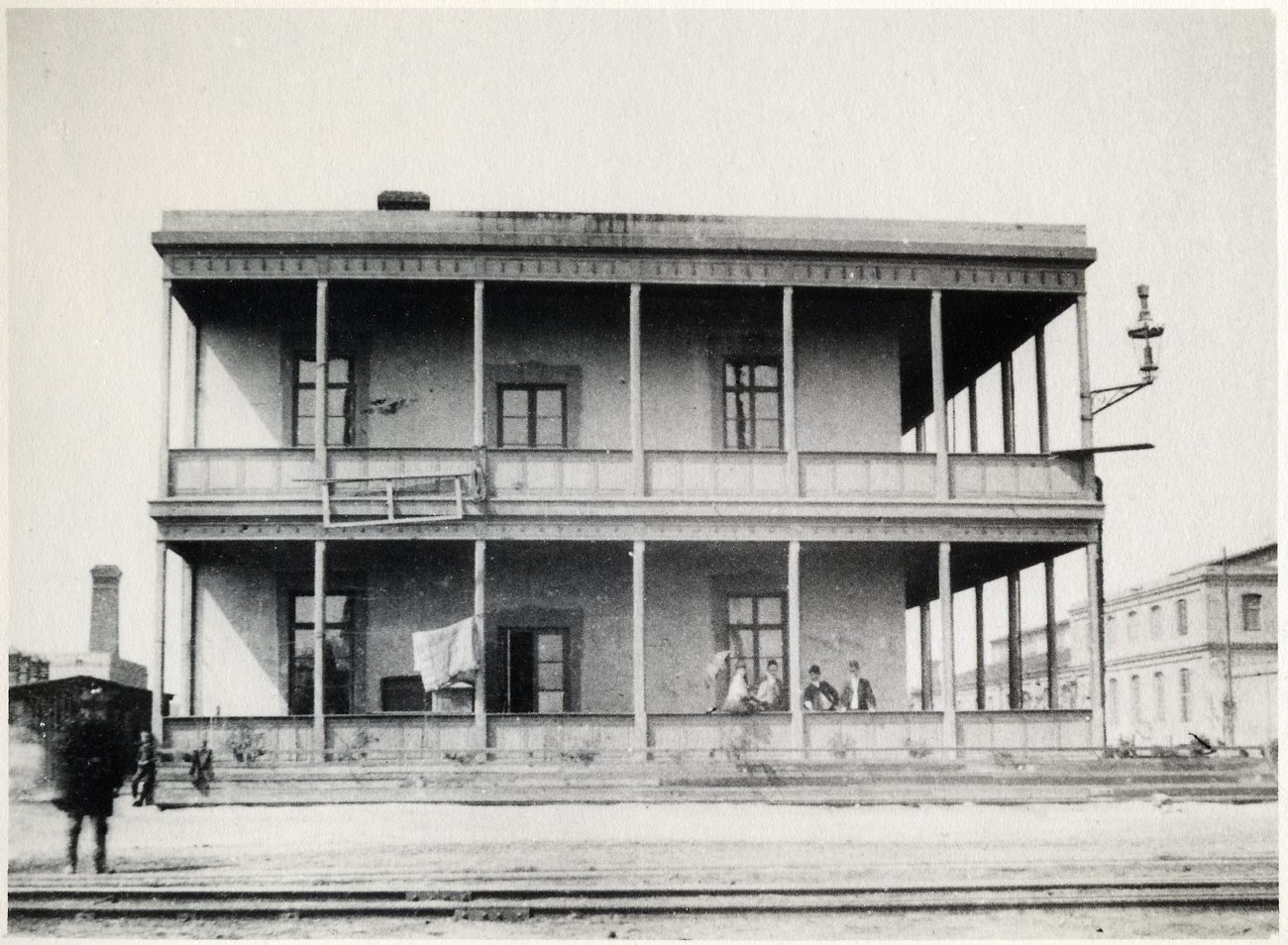
باکو
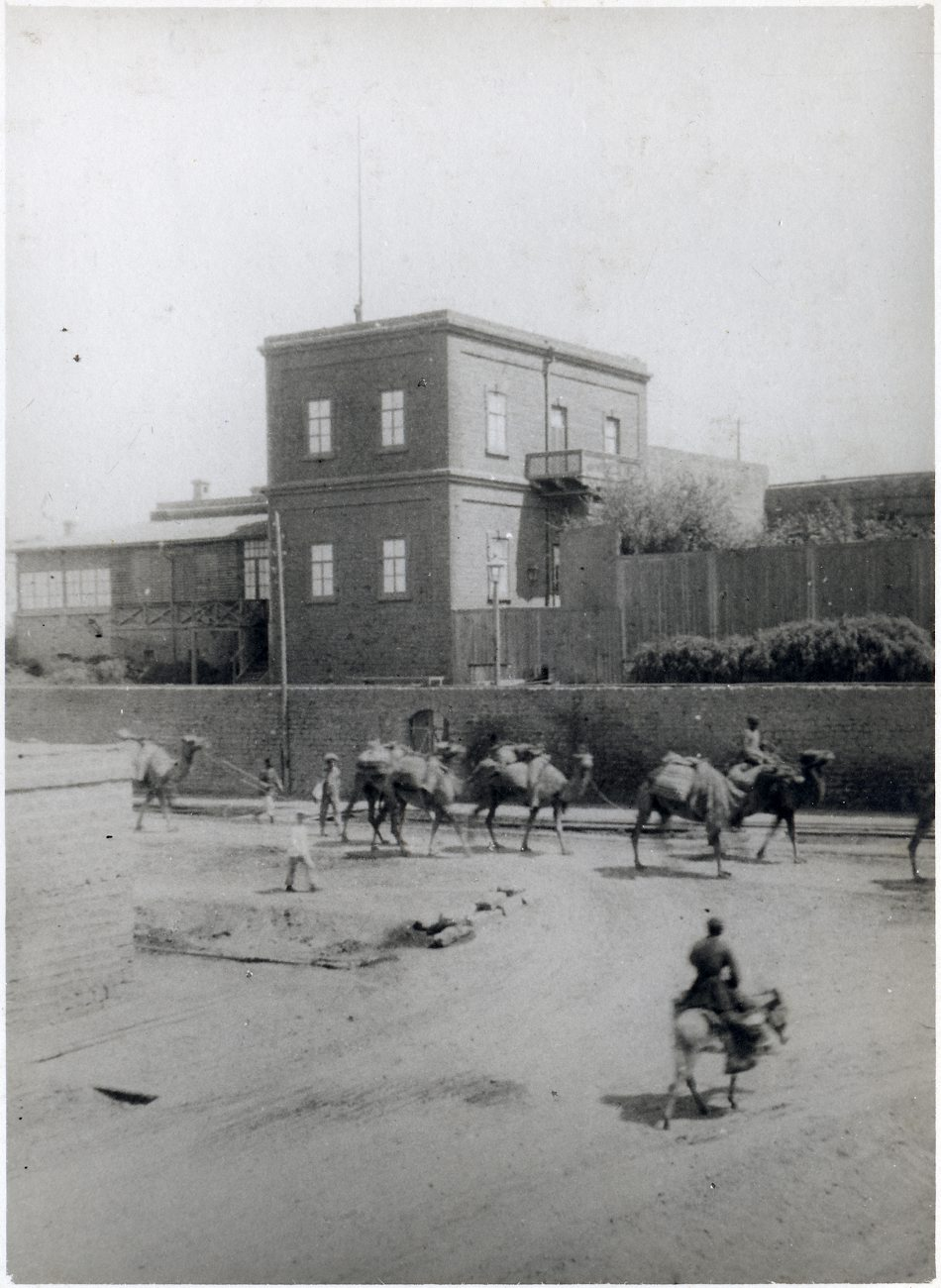
باکو
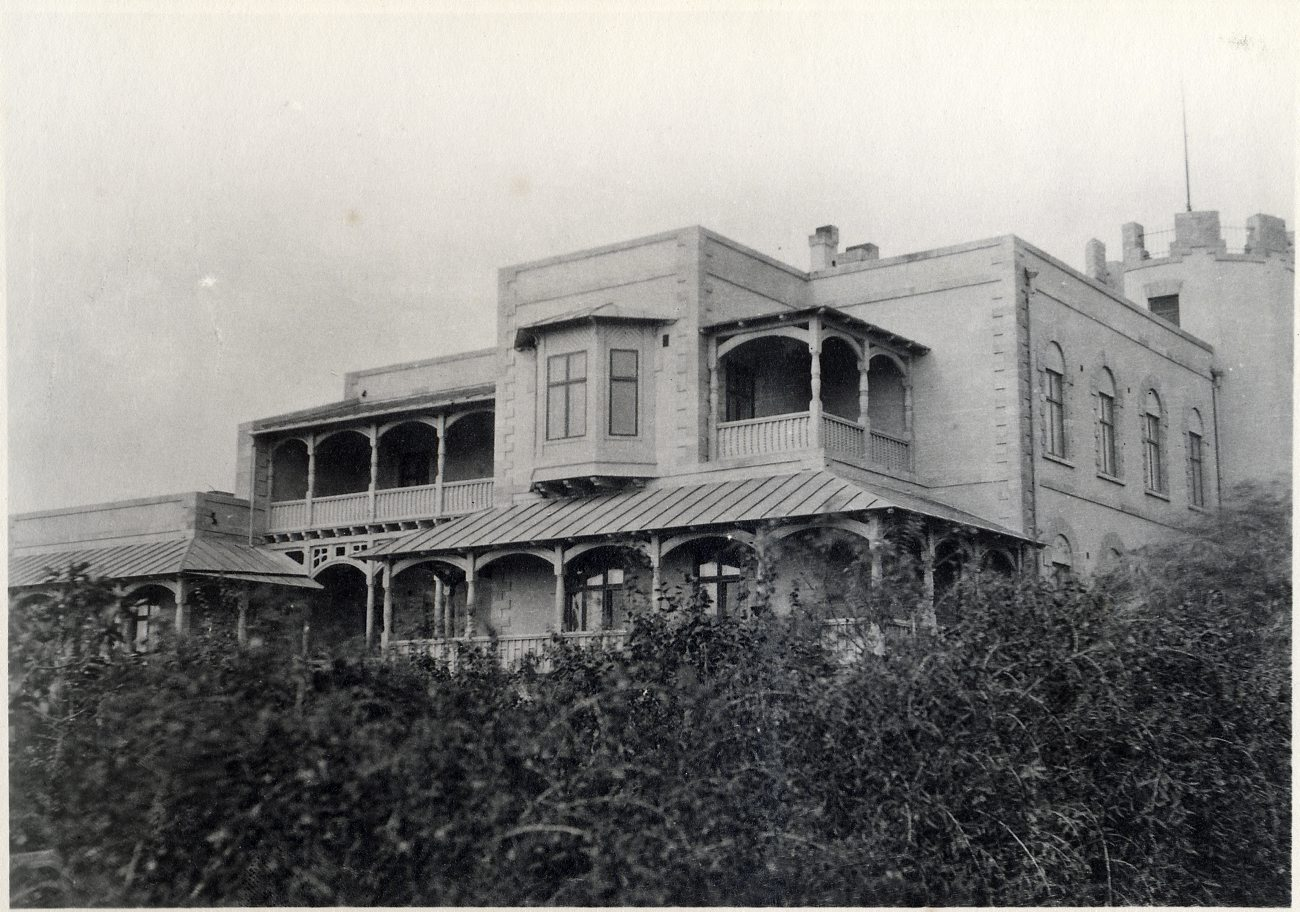
ویلای مدیران در باکو
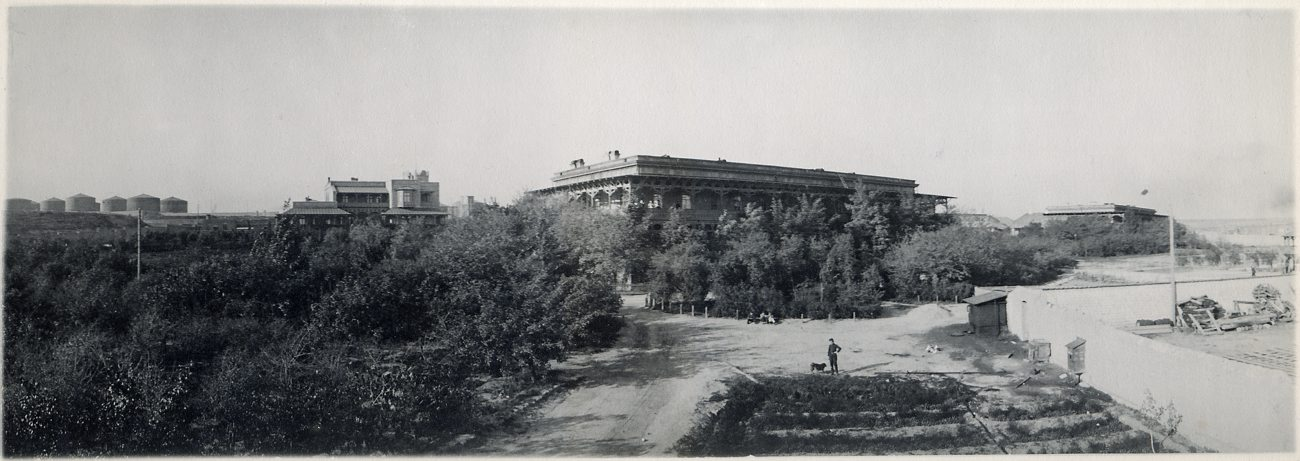
ویلای مدیران در باکو
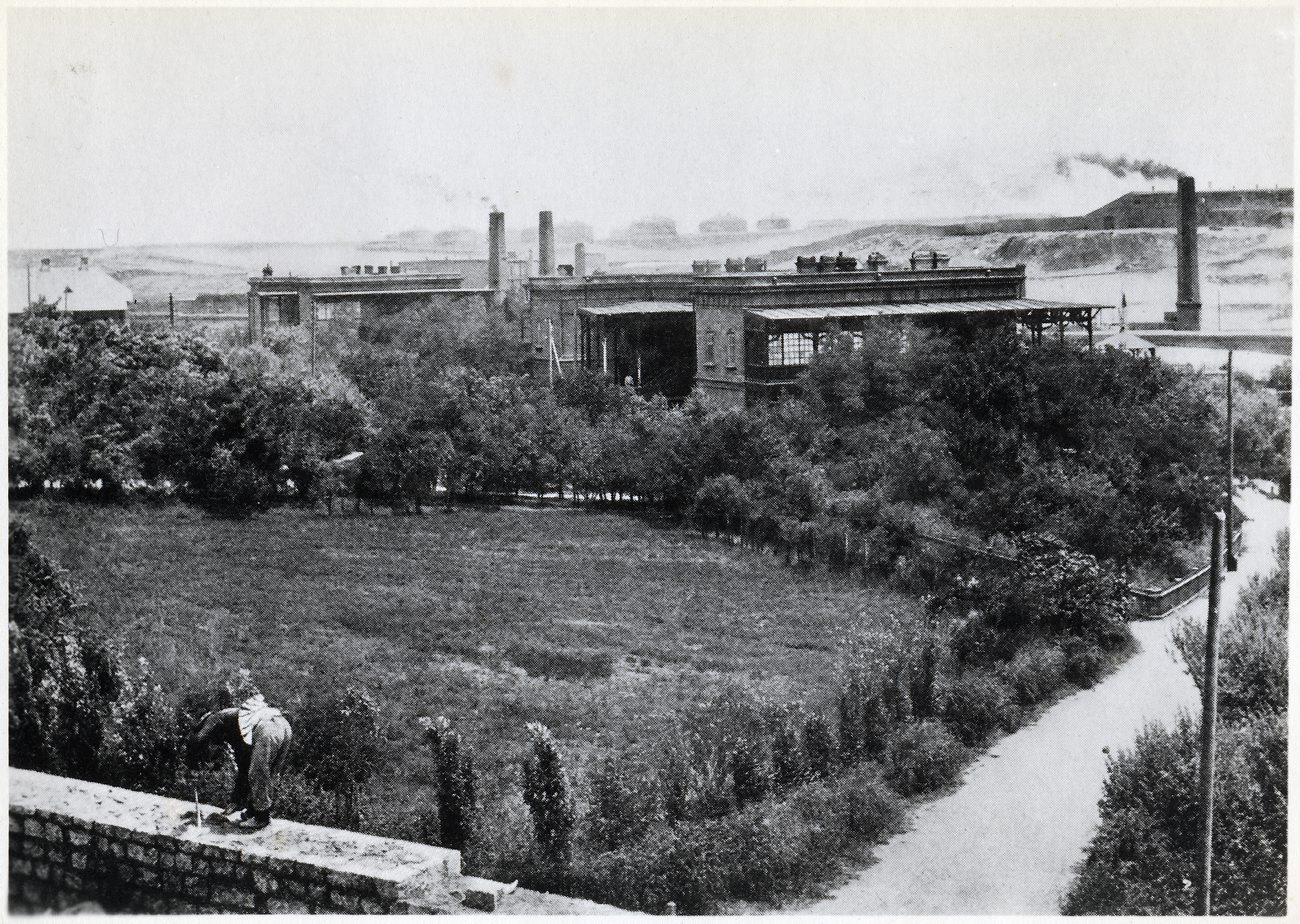
ویلای مدیران در باکو
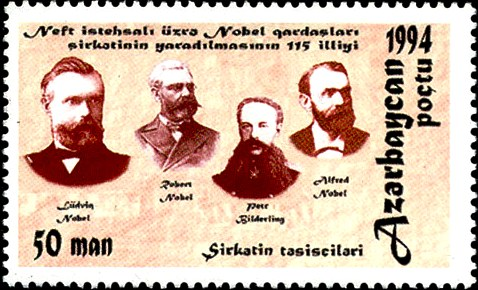
تمبر یادگاری ۱۹۹۴
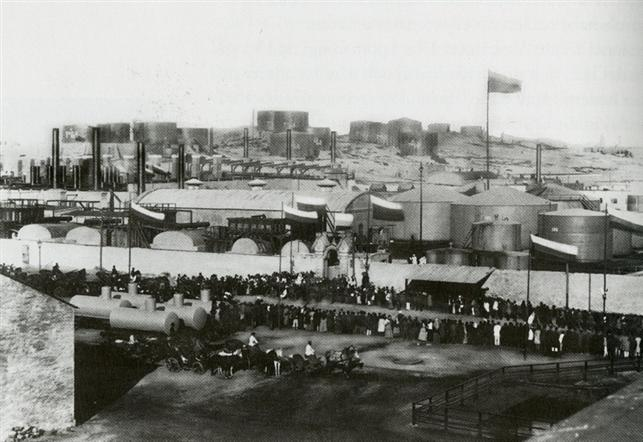
بازدید تزار الکساندر سوم از تجهیزات نفت در ۱۸۸۸